# Пантя Юрій Миколайович
Юрій Миколайович Пантя (нар. 5 квітня 1990, Чернівці) — український футболіст, півзахисник білоруського клубу «Німана» (Гродно).

## Клубна кар'єра
Вихованець футбольної школи «Буковина» (Чернівці), впродовж 2006—2007 років виступав в ДЮФЛ за чернівецьку «Освіту».
В 2012—2013 роках грав за футзальний клуб «Меркурій» (Чернівці), в тих же роках розпочав професійну футбольну кар'єру в молдавській команді «Ністру» (Атаки), яка в той час виступала у вищій лізі та намагалася зберегти прописку в еліті молдавського футболу.
У 2013 році виступав у аматорській першості України за «Буковину-2-ЛС» та у чемпіонаті області «Буковину-2-Лужани». Професійну кар'єру продовжив у рідній чернівецькій «Буковині».
Взимку 2015 залишив лави рідної команди, відігравши за «Буковину» 22 матчі в першій лізі чемпіонату України та 2 матчі в кубку України.
З літа 2015 року впродовж сезону виступав у чемпіонаті окупованого Криму у команді «Бахчисарай», яка виступала в місцевій Прем'єр-лізі. З сезону 2016/17 виступав за іншу кримську команду, «Кримтеплицю».
З березня 2019 року гравець білоруського клубу «Славія» (Мозир). Дебютував за «Славію» 31 березня в виїзному матчі Вищої ліги проти мінського «Динамо». Згодом грав за інші місцеві команди «Гомель» та «Німан» (Гродно).

## Досягнення
Футзал:
- Переможець Першої ліги України: 2012

Футбол:
- Володар Кубка Криму (2): 2016, 2018

- Володар Кубка Білорусі з футболу (3):

«Гомель»: 2021/22
«Німан»: 2023/24, 2024/25

## Особисте життя
Одружений, дружина кримчанка. Молодший брат — Валентин, також професійний футболіст.